# 鈴木賢 (法学者)
鈴木 賢（すずき けん、1960年5月23日 - ）は、日本の法学者、LGBT人権活動家。北海道大学名誉教授、明治大学教授、北海道LGBTネットワーク顧問、自治体にパートナーシップ制度を求める会世話人。専門は中国法、台湾法、アジア法。

## 来歴
北海道美唄市生まれ。札幌市で育つ。1985年、北海道大学法学部卒業。同年、同大学大学院に進学。
1990年、同大学院法学研究科博士課程単位取得退学、北海道大学助手。1991年1月、北海道大学助教授に就任。同年、「現代中国相続法の原理」で北海道大学博士（法学）を取得。
1998年、教授に就任。
2015年、同名誉教授、明治大学法学部教授。2022年より国立台湾大学法律系客員教授。

## 活動
- 指導学生に宇田川幸則名古屋大学大学院法学研究科教授、坂口一成大阪大学大学院法学研究科教授、徐行北海道大学大学院法学研究科准教授[5]。
- 1989年、鈴木は同性愛者として[6]、性的少数者の団体 「HSA（北海道セクシュアルマイノリティ協会）札幌ミーティング」を仲間と創設した。
- 1996年6月30日、鈴木ら札幌ミーティングのメンバーを中心とする実行委員会によって、「レズ・ビ・ゲイ プライドマーチin札幌」が開催された[7][8]。北海道では初めて、日本では2回目のプライド・パレードの開催となった[9][10]。
- 1999年、台湾大学法学院で客員研究をした際に知り合った台湾人のパートナーと養子縁組を結んだ[11]。
- 2016年に「ドメスティック・パートナー札幌」の呼びかけ人代表を務めた[12]。
- 2020年、北海道LGBTネットワーク顧問、自治体にパートナーシップ制度を求める会の世話人に就任[13]。
- 同年、「結婚の自由をすべての人に」訴訟の原告弁護団から依頼を受け、意見書を裁判所に提出。意見書の中で2019年に台湾で施行された同性間の婚姻に関わる法律について、背景や法律の概要、施行後の状況を書き記した[14]。
- 2021年6月16日、裁判官訴追委員会は、岡口基一裁判官が行ったSNSの投稿をめぐり、岡口の罷免を求めて裁判官弾劾裁判所への訴追を行うと決定した[15]。同年7月29日、岡口の職務停止が決定[16]。西村正治、伊藤真、田鎖麻衣子ら9人の弁護士で構成される弁護団[17]は、鈴木や山元一など4人に意見書の作成を依頼した。2022年1月30日、鈴木は意見書を作成。「すでに岡口裁判官を除いて、日本にはSNSなどを通じて私的に社会的発信、とくにLGBTなどマイノリティへの差別や権利擁護に関して発言をする裁判官はいない。裁判官はすでにすっかり委縮し、市民としての言論の自由を自ら放棄させられている。よしんば今回、岡口裁判官が罷免されるようなことになれば、裁判官たちはくれぐれも余計な発言をしないように、一層脇を締めるようになることだろう。（中略）まさに岡口裁判官が述べているように、『自分の人権も守れない法曹が他人の人権を守れるはずがない』（岡口基一『最高裁に告ぐ』40頁）のである」と訴えた[18]。

## 著書

### 単著
- 『現代中国相続法の原理 伝統の克服と継承』（アジア法叢書） 成文堂, 1992.7
- 『台湾同性婚法の誕生―アジアLGBTQ＋燈台への歴程』日本評論社、2022年3月22日。ISBN 978-4535526334。

### 共編著
- 『現代中国法入門』（外国法入門双書） 木間正道,高見澤磨共著. 有斐閣, 1998.12       
  - 『現代中国法入門 第4版』（外国法入門双書） 木間正道,高見澤磨,宇田川幸則共著. 有斐閣, 2006.10
  - 『現代中国法入門 第7版』（外国法入門双書） 高見澤磨,宇田川幸則共著. 有斐閣, 2016.3
- 『北東アジアにおける法治の現状と課題 鈴木敬夫先生古稀記念』（アジア法叢書  孝忠延夫共編集委員. 成文堂, 2008.11
- 『叢書★中国的問題群 3中国にとって法とは何か 統治の道具から市民の権利へ』高見澤磨共著 岩波書店, 2010.9
- 『文化大革命の遺制と闘う 徐友漁と中国のリベラリズム』徐友漁,遠藤乾,川島真,石井知章共著. 社会評論社, 2013.3
- 『現代中国と市民社会 普遍的《近代》の可能性』石井知章,緒形康共編. 勉誠出版, 2017.4
- 『文化大革命 〈造反有理〉の現代的地平〉』明治大学現代中国研究所, 石井知章共編. 白水社, 2017.9
- 『要説中国法』高見澤磨共編. 東京大学出版会, 2017.9
- 『比較法ハンドブック 第3版』五十嵐清著, 鈴木賢,曽野裕夫補訂. 勁草書房, 2019.2

### 翻訳
- 河山肖水『中国養子法概説』宇田川幸則 共訳. 敬文堂, 1998.3
- 『中国物権法 条文と解説』訳者代表. 成文堂, 2007.5